# Dąbrowa (gmina Bełchatów)
Dąbrowa – osada w Polsce, położona w województwie łódzkim, w powiecie bełchatowskim, w gminie wiejskiej Bełchatów.
Przed zmianą granicy gminy Kleszczów Dąbrowa była w gminie Kleszczów wchodziła w skład sołectwa Czyżów.
Przed 1 stycznia 2022 roku teren całego obrębu geodezyjnego Wola Grzymalina, na terenie którego leży osada Biłgoraj, należał do gminy Kleszczów.
W latach 1975–1998 miejscowość należała administracyjnie do województwa piotrkowskiego.
W 1897 w Dąbrowie urodził się Wacław Matyszczak, kawaler Orderu Virtuti Militari.